# Георгиев, Георгий (футболист, 1970)
Георгий Кирилов Георгиев (болг. Георги Кирилов Георгиев, узб. Georgiy Georgiyev; род. 11 августа 1970 года; Благоевград, Болгария) — болгарский и узбекистанский футболист, нападающий. В настоящее время завершил профессиональную карьеру. Известен по выступлениям за национальную сборную Узбекистана.

## Карьера
Является воспитанником благоевградского «Пирина». В 1988 году он начал свою профессиональную карьеру в этом клубе. За всю свою карьеру выступал за различные болгарские и греческие клубы которые участвовали в различных классовых лигах своего национального чемпионата. В 2008 году завершил свою карьеру в болгарском клубе «Локомотив Мездра».

### Карьера в сборной
В 2001 году Георгий Георгиев и ещё один болгарский футболист Алексей Дионисиев были приглашены в национальную сборную Узбекистана. Вскоре они получили узбекские паспорта и начали выступать за сборную Узбекистана. Свой дебютный матч за сборную Узбекистана Алексей Дионисиев сыграл 23 апреля 2001 года в рамках отборочного турнира на путёвку к чемпионату мира 2002 против сборной Тайваня, где уже забил свой первый гол. В том матче сборная Узбекистана выиграла у сборной Тайваня со счетом 7:0. Всего за сборную Узбекистана, Дионисиев сыграл пять матчей и забил два гола.